# تپه چراگاه امیر
تپه چراگاه امیر مربوط به هزاره اول قبل از میلاد است و در شهرستان مرند، مسیر راه مرند جلفا، سه راهی هرزند عتیق واقع شده و این اثر در تاریخ ۷ مهر ۱۳۸۱ با شمارهٔ ثبت ۶۳۷۹ به‌عنوان یکی از آثار ملی ایران به ثبت رسیده است.